# Бухлово (Тверская область)
Бухлово  — деревня в Рамешковском районе Тверской области.

## География
Находится в восточной части Тверской области на расстоянии приблизительно 26 км на юг по прямой от районного центра поселка Рамешки.

## История
Известна с XVI века как пустошь. В 1859 году в русской владельческой деревне 18 домов, в 1886 году 36 дворов. В советское время работали колхозы «Рассвет», «Путь к коммунизму» и «Кушалино». В 2001 году 21 дом принадлежал местным жителям, 7 домов — собственность наследников и дачников. До 2021 входила в сельское поселение Кушалино Рамешковского района до их упразднения.

## Население
Численность населения: 146 человек (1859 год), 224 (1886), 45 (1989), 44 (русские 100 %) в 2002 году, 33 в 2010.